# Annales Welfici
Die Annales Welfici (Weingartenses) sind eine Geschichtsquelle des 12. Jahrhunderts, die in annalistischer Form Informationen vornehmlich über die Geschichte der süddeutschen Welfen in den Jahren zwischen 1101 und 1184 bietet. Der Titel stammt von der modernen Forschung, eine kritische Untersuchung fehlt.

## Überlieferung
Überliefert sind die Annales Welfici als Anhang zweier Abschriften der Historia Welforum. Die erste Handschrift stammt aus dem schwäbischen Kloster Altomünster und umfasst als Berichtszeitraum die Jahre zwischen 1101 und 1177. In einer zweiten, wohl etwas später verfassten Version aus dem Kloster Weingarten werden darüber hinaus Ereignisse der Jahre zwischen 1180 und 1184 verzeichnet. Diese Abschrift bietet auch einige Nachrichten zur Geschichte des Klosters Weingarten.

## Editionen
- Annales Weingartenses Welfici. In: Georg Heinrich Pertz u. a. (Hrsg.): Scriptores (in Folio) 17: Annales aevi Suevici. Hannover 1861, S. 308–310 (Monumenta Germaniae Historica, Digitalisat) Kritische Edition.
- Annales Welfici Weingartenses. In: Historia Welforum. Herausgegeben von Erich König (Schwäbische Chroniken der Stauferzeit 1), 2. Auflage Sigmaringen 1978, S. 86–95  (mit deutscher Übersetzung)
- Annales Welfici Weingartenses. In: Quellen zur Geschichte der Welfen und die Chronik Burchards von Ursberg. Herausgegeben und übersetzt von Matthias Becher (Ausgewählte Quellen zur Geschichte des Mittelalters, Freiherr vom Stein-Gedächtnisausgabe 18b), Darmstadt 2007, S. 92–97 (mit deutscher Übersetzung)